# Операция «Попай»
Операция «Попай» (англ. Operation Popeye) — операция по использованию климатического оружия армией США во время войны во Вьетнаме (1965—1973). Название операции было дано по имени мультипликационного персонажа моряка Попая.
Началась 20 марта 1967 года, завершилась 5 июля 1972 года. Проводилась во время сезона дождей с марта по ноябрь. Суть операции заключалась в активном воздействии на облака: с самолётов (транспортные самолёты C-130 и истребители F-4C) в дождевых облаках рассеивался иодид серебра, что приводило к обильным осадкам. В результате количество осадков увеличивалось в три раза выше нормы. Это приводило к затоплению полей с рисом и иных посевов культурных растений, а также повреждению Тропы Хо Ши Мина, по которой партизаны в Южном Вьетнаме снабжались оружием и снаряжением. За период войны было израсходовано 12 млн фунтов (5,443×109 г ≈ 5,4 тысячи тонны) йодистого серебра.

## История
Операция «Попай» была экспериментальной операцией, разработанной Государственным департаментом США и Министерством обороны США. Всей технической проработкой операции заведовал доктор Дональд Хорниг, уполномоченный советник при Президенте США по науке и технологиям.
На протяжении октября 1966 года было проведено испытание технологий, предполагавшихся к применению в операции «Попай», на востоке Лаоса на плато Булавен в дельте реки Конг. Правительство Лаоса не было проинформировано о проведении операции, её методах и целях.

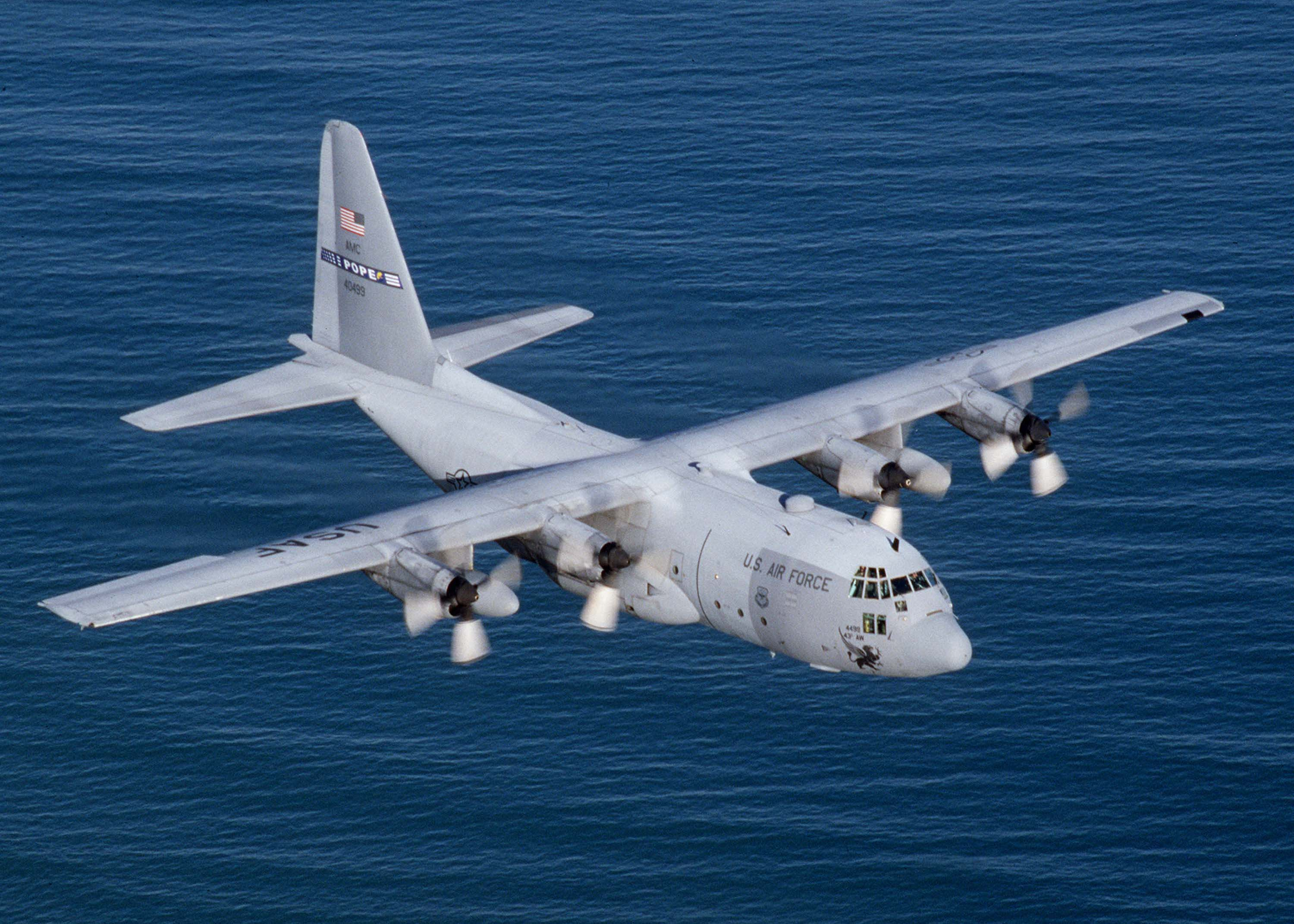
Lockheed C-130 Hercules — военно-транспортный самолёт, используемый в операции «Попай»
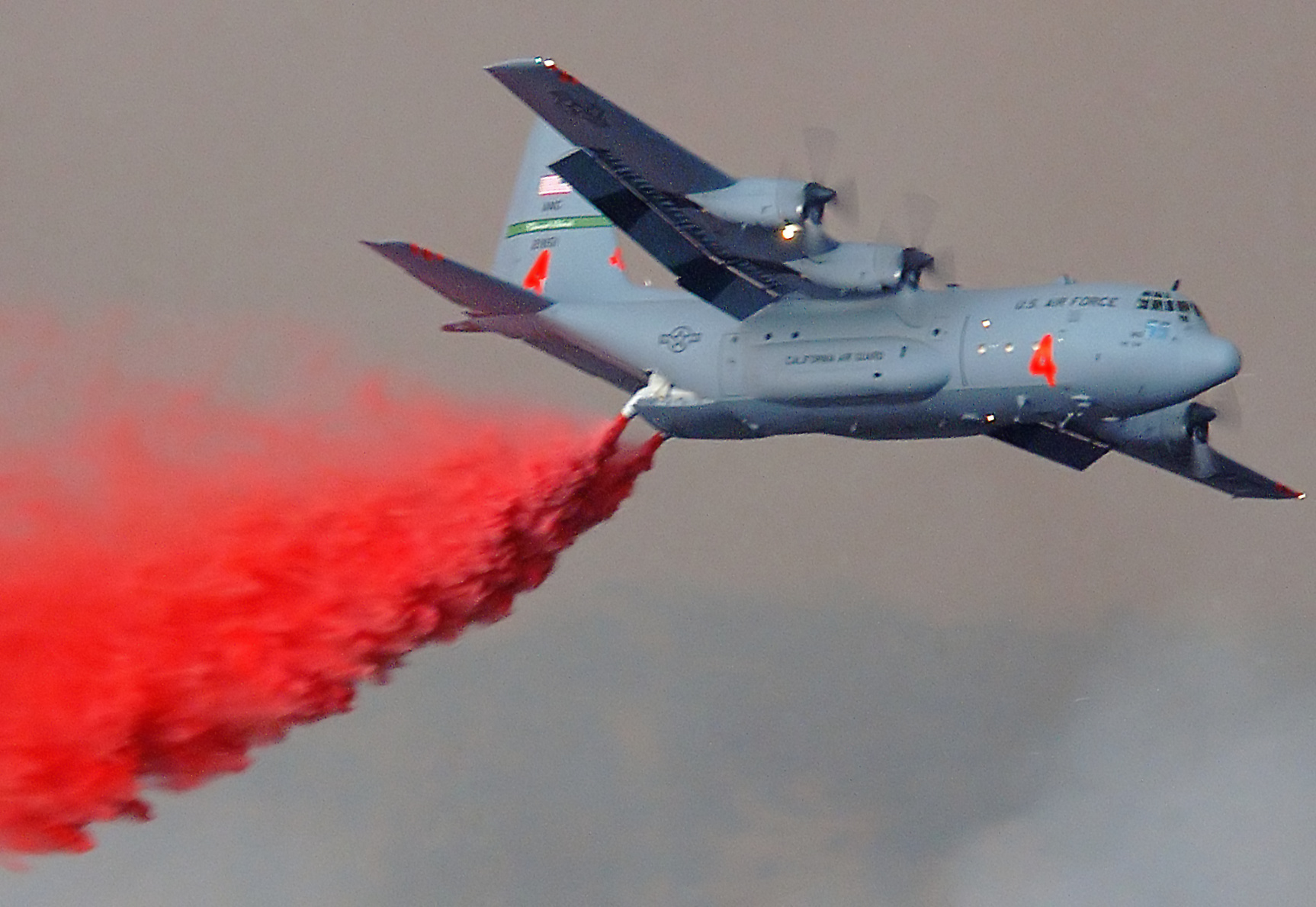
C-130, распыляющий тушильный агент над пожаром в Южной Калифорнии

## Отражение в кино
- «Цветы «Тхиенли»» — северовьетнамский фильм 1973 года[2].